# Autonome Republik Nachitschewan
Die Autonome Republik Nachitschewan (aserbaidschanisch Naxçıvan Muxtar Respublikası) oder auch Nachtschiwan ist eine autonome Republik Aserbaidschans mit 461.500 Einwohnern (Stand: 2021). Eine Volkszählung 2005 ergab 372.900 Einwohner. Sie bildet eine Exklave, die hauptsächlich von Iran und Armenien umschlossen ist (mit der Türkei hat sie eine Grenze von nur 17 Kilometern Länge). Hauptstadt ist die Stadt Naxçıvan, nach der die autonome Republik benannt ist. Die Exklave hat eine eigene Verfassung und ein eigenes Parlament.

## Name
Der Name „Nachitschewan“ bedeutet laut dem Begründer der modernen armenischen Linguistik, Heinrich Hübschmann, wörtlich „Ort der Landung“ und nimmt damit Bezug auf die mythische Landung von Noahs Arche am nahegelegenen Berg Ararat.
In der Antike wurde es auch als „Naxcavan“ („avan“ bedeutet auf Armenisch „Stadt“) und bei Ptolemäus und anderen frühen Geographen als „Naxuana“ erwähnt, während mittelalterliche arabische Quellen es mit dem Namen „Nashava“ bezeichnen.

## Geographie

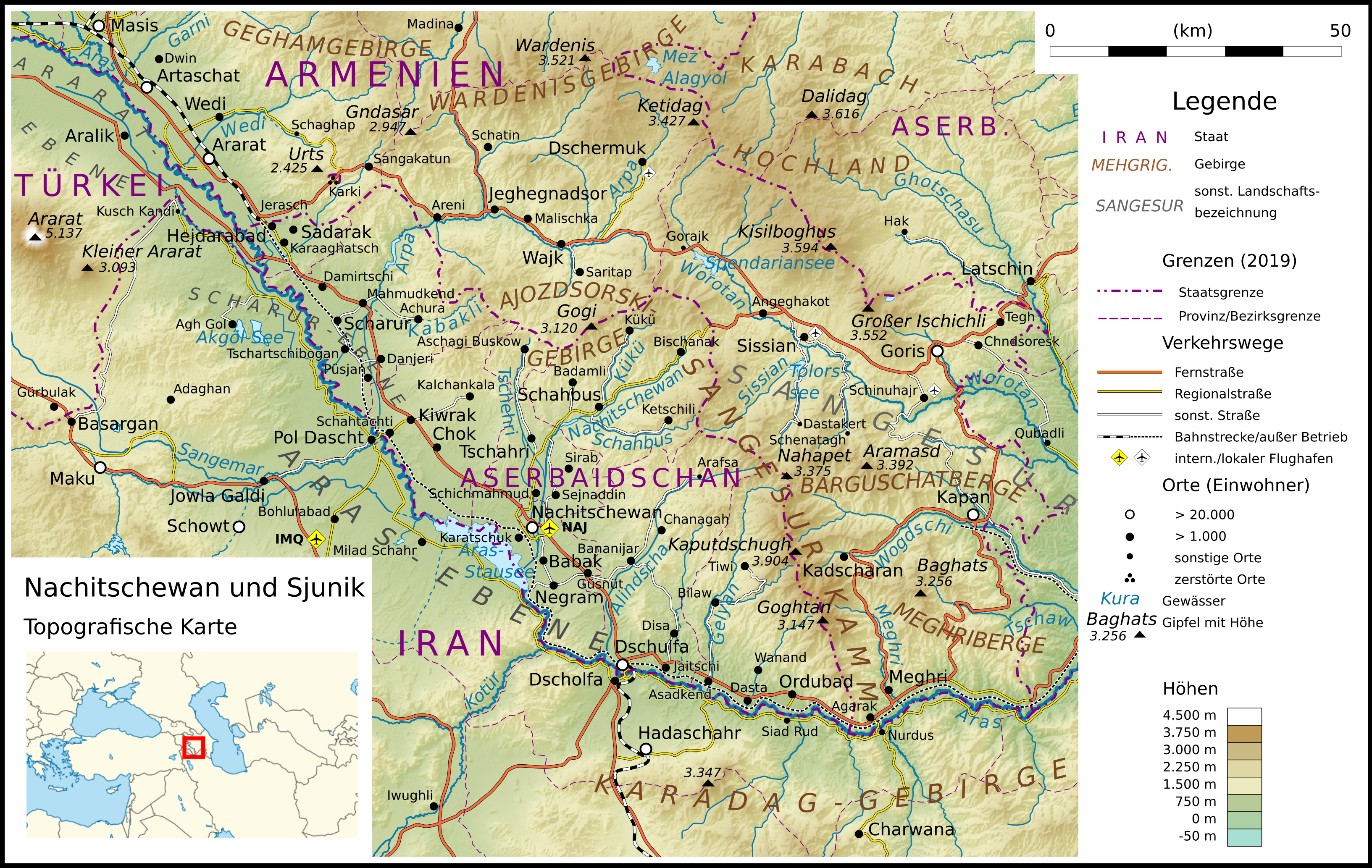
Topografie von Nachitschewan und der umgebenen Regionen

Nachitschewan hat bei einer maximalen Ausdehnung von ca. 165 × 70 km eine Fläche von 5500 km². Es wird durch einen nur knapp 50 km breiten zu Armenien gehörenden Korridor vom Kernland getrennt. Im Norden hat Nachitschewan mit dem Dorf Kərki selbst eine Exklave. Seit dem Krieg zwischen Armenien und Aserbaidschan verlaufen die wichtigsten Verkehrsverbindungen mit dem Mutterland über iranisches Territorium.
Der höchste Punkt Nachitschewans ist der Qapıcıq dağı im Sangesurkamm mit 3905 m Höhe. Weiter westlich erstreckt sich das Ajozdsorski-Gebirge.
Die Verwaltungseinheiten der autonomen Republik sind die Rajone (Rayonlar) Babək, Julfa, Kəngərli, Ordubad, Sədərək, Şahbuz und Şərur sowie die Stadt Nachitschewan.
Weitere große Dörfer sind Bananiyar, Nehram und Abragunis.

## Bevölkerung
Nach Schätzungen dürfte die Bevölkerungszahl 2010 etwa bei 403.000 Menschen gelegen haben. Die Einwohner sind heute fast ausschließlich Aserbaidschaner und gehören mehrheitlich der schiitischen Richtung des Islam an.
Die einst zahlreiche armenische Bevölkerung wanderte aufgrund anhaltender Repressionen allmählich fast vollständig aus. Bereits Mitte des 19. Jahrhunderts hatte Nachitschewan eine aserbaidschanische Bevölkerungsmehrheit.
Im Laufe des 19. Jahrhunderts begann der Anteil der Armenier an der Bevölkerung deutlich zu sinken. In der zweiten Hälfte des 19. Jahrhunderts waren noch über 40 % der Bevölkerung Nachitschewans Armenier, bei der Volkszählung im Russischen Reich 1897 betrug ihr Anteil noch 34,4 %.
Nachdem sich in den 1920er-Jahren entschieden hatte, dass Nachitschewan endgültig zur Aserbaidschanischen und nicht zur Armenischen SSR gehören würde, sank der Anteil der Armenier rapide. 1926 waren es noch rund 11 %, 1959 fiel ihr Anteil auf 7 %. 1970 waren nur noch knapp 3 % der Bevölkerung Nachitschewans Armenier; 1989 betrug ihr Anteil weniger als 1 %.

## Wirtschaft
Haupterwerbszweig ist die Landwirtschaft, daneben gibt es einige Erzvorkommen, die abgebaut werden. Die Wirtschaft der Exklave ist mittlerweile sehr eng mit dem Nachbarland Türkei verwoben, was auch durch fehlende Verbindungen zum Rest Aserbaidschans begründet ist.
Die Verkehrsinfrastruktur ist unterdurchschnittlich ausgebaut. Es gibt kaum Verbindungen ins Mutterland. Der meiste Verkehr wird über die Straße abgewickelt. In Nachitschewan gibt es einen Flughafen, den Flughafen Naxçıvan.

## Geschichte

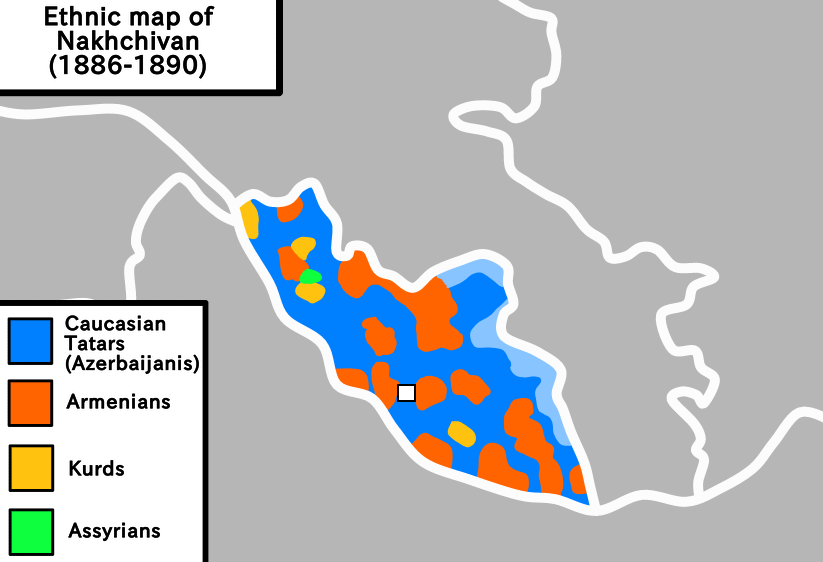
Ethnische Gruppen in Nachitschewan 1890

### Frühgeschichte bis 19. Jahrhundert
Die ältesten Funde in Nachitschewan datieren aus dem Neolithikum.
Die Region war Teil des frühen Staats Urartu (Ararat) und ab 521 v. Chr. Teil der armenischen Provinz im Reich der Perser. Ab 189 v. Chr. kam es zum armenischen Königreich der Artaxiden, um infolge der Sassanideninvasion im vierten Jahrhundert wieder unter persische Herrschaft zu wechseln. Dem Einfall der Araber im siebten Jahrhundert folgte ein ständiger Wechsel der Herrscher (Armenier, Seldschuken, Mongolen), bis im 17. Jahrhundert Persien wieder die Oberhand über Nachitschewan erlangte. Von 1747 bis 1828 bestand das Khanat Nachitschewan als persischer Vasallenstaat.
Das Gebiet der heutigen autonomen Republik wurde ebenso wie große Teile des übrigen Transkaukasiens im Jahre 1828 im Frieden von Turkmantschai von Persien an das Russische Reich abgetreten.

### Sowjetzeit
Nach dem Zusammenbruch des Zarenreiches im Ersten Weltkrieg war es in den Jahren 1918 bis 1920 zwischen Aserbaidschan und Armenien umkämpft. Der Territorialstreit wurde schließlich nach der Machtübernahme der Bolschewiki in beiden Ländern von Stalin als politisches Zugeständnis an Atatürk zugunsten Aserbaidschans entschieden. Im Jahre 1921 wurde durch die türkisch-sowjetischen Verträge von Moskau und von Kars die Zugehörigkeit von Nachitschewan zu Aserbaidschan festgeschrieben. Nachitschewan in seinen heutigen Grenzen wurde 1921 ein autonomes Gebiet innerhalb Aserbaidschans, 1924 erhielt es den Status einer Autonomen Sozialistischen Sowjetrepublik und wurde zur Autonomen Sozialistischen Sowjetrepublik Nachitschewan. Das Gebiet Sangesur, das Nachitschewan vom Kernland Aserbaidschans trennt, wurde gleichzeitig als Teil Armeniens anerkannt, so dass Nachitschewan zu einer Exklave wurde.
Zusammen mit Aserbaidschan war Nachitschewan nun ein Teil der UdSSR. Die 1920er und 1930er Jahre waren von der Zwangskollektivierung der Landwirtschaft, der Verstaatlichung der wenigen Bergwerke und industriellen Betriebe, Enteignungen, Willkür und Gewaltherrschaft gekennzeichnet. Die Reste feudaler Strukturen wurden beseitigt. Die sowjetische Geschichtsschreibung weist auch auf einige Errungenschaften wie den Kampf gegen das Analphabetentum, den Ausbau des Schul- und Hochschulwesens, die Errichtung von Forschungseinrichtungen, Bibliotheken und Theatern hin.
Während des Deutsch-Sowjetischen Krieges 1941–1945 erbrachte auch die Bevölkerung von Nachitschewan ihren Tribut: Sie stellte Soldaten für die Rote Armee, die an allen Fronten kämpften. Mehrere tausend Nachitschewaner erhielten Orden und Medaillen, drei Kämpfer wurden wegen ihrer militärischen Verdienste mit dem Ehrentitel „Held der Sowjetunion“ ausgezeichnet.
In den Jahrzehnten nach dem Zweiten Weltkrieg erlebte Nachitschewan nach sowjetischen Maßstäben einen gewissen Aufschwung in der Wirtschaft (insbesondere im Industriesektor) und Kultur. Offenbar wurde es besonders gefördert, da das Territorium an der Grenze zum NATO-Mitglied Türkei und zum zeitweise prowestlichen Iran für die Sowjetunion eine große strategische Bedeutung hatte.

### Umbruch und Loslösung von der Sowjetunion
Die Zeit der Lockerungen und des Umbruchs der Ära Gorbatschow (ab 1988) führten in Aserbaidschan und Nachitschewan u. a. zu einem Wiedererwachen des Nationalismus und zu erhöhten Spannungen mit Armenien. Auch Nachitschewan war von militärischen Auseinandersetzungen zwischen Armenien und Aserbaidschan betroffen, die sich vor allem im Konflikt um Bergkarabach niederschlugen.
Im Dezember 1989 kam es zu Unruhen in Nachitschewan, als seine Bewohner die in der Sowjetära errichteten Verhaue an der Grenzlinie zu Iran niederrissen und die Grenze überschritten, um auf der anderen Seite der Linie ihre aserbaidschanischen Landsleute in Nordiran zu treffen. Diese Aktion wurde von der sowjetischen Führung und den sowjetischen Medien als „Auswuchs des islamischen Fundamentalismus“ diskreditiert.
Auf die von sowjetischen Truppen blutig niedergeschlagenen Proteste in Baku hin, von den Aserbaidschanern „Schwarzer Januar“ genannt, veröffentlichte der Oberste Sowjet der ASSR Nachitschewan im Januar 1990 eine Deklaration über die beabsichtigte Sezession Nachitschewans aus dem Bestand der UdSSR, nicht jedoch von Aserbaidschan. Nachitschewan war damit die erste Region der Sowjetunion, die die (beabsichtigte) Unabhängigkeit erklärte, nur wenige Wochen vor einer ähnlichen Aktion Litauens.

### Interimsherrschaft von Heidar Alijew
Nach seiner Degradierung durch Gorbatschow fand Heidar Alijew 1990 in seiner Heimat Nachitschewan Zuflucht. Dort verschaffte er sich als neuer Vorsitzender des Regionalparlaments, der Ali Məclisi, und zugleich Oberhaupt der Exklave (1990–1993) eine Machtbasis für seinen Sprung nach Aserbaidschan, wo er ein Jahrzehnt (1993–2003) als Präsident des Landes amtierte. Seit Alijews Wechsel in die Hauptstadt Baku hielt Vasif Talibov für ihn die Stellung: seit 1993 ist er ununterbrochen Oberhaupt Nachitschewans in seiner Funktion als Präsident der Ali Məclisi.

### Regime Vasif Talibov
Mit Unterstützung des mit ihm verschwägerten Präsidenten Aserbaidschans İlham Əliyev verstand es Talibov, die wirtschaftliche Entwicklung der Exklave wieder anzukurbeln. Marode Betriebe wurden geschlossen oder mit ausländischen Investitionen modernisiert. Neue Betriebe wurden angesiedelt. Mit Hilfe internationaler Organisationen wurde die Landwirtschaft gefördert. Neue Perspektiven für sein Land verspricht sich Talibov auch von der Entwicklung des Tourismus, wozu er bei einem Besuch in der Steiermark/Österreich Investoren und Anregungen suchte. Mit Prestigeobjekten im Sportsektor wie dem Nachitschwan-Stadion versucht er sein Image gegenüber seiner Bevölkerung und auch gegenüber dem Ausland zu pflegen.
Sein Regime steht jedoch in der Kritik der Opposition, der Menschenrechtsgruppen und internationalen Organisationen wegen weitgehender Rechtlosigkeit, Willkür und Gewalt sowie dem Ausmaß an Korruption. Mehrere Banken, darunter die neu gegründete „Nachitschewan-Bank“, und weit verzweigte Firmenholdings werden von ihm, seinem Clan und seiner Klientel beherrscht. Dennoch versteht es Talibov, durch den Empfang hochrangiger Besucher aus aller Welt und die Veranstaltung internationaler Konferenzen für sich und seine Region zu werben. Auch Präsident İlham Əliyev ist bestrebt, bei jeder Gelegenheit die Zugehörigkeit Nachitschewans zu Aserbaidschan und seine Rolle als „Kronland seiner Familie“ zu unterstreichen.
Im Unterschied zu Bergkarabach sucht Nachitschewan keine Unabhängigkeit, sondern begnügt sich mit seinem Zwischenstatus einer Provinz und eines autonomen Subjekts mit gewissen Privilegien. So kann Präsident Talibov gegenüber den Nachbarländern Türkei und Iran und auch in einigen außenpolitischen Fragen unabhängiger agieren als die Regierung in Aserbaidschan.
Zwischen 1997 und 2011 wurden auf dem Gebiet Nachitschewans planmäßig insgesamt 108 armenische Kirchen, Klöster und Friedhöfe zerstört – 98 Prozent des armenischen kulturellen Erbes in der Region. Unter diese Maßnahmen fiel auch die vollständige Zerstörung des mittelalterlichen Friedhofs von Culfa, eines der bedeutendsten armenischen Friedhöfe.
Im Juni 2018 rückte aserbaidschanisches Militär in die neutrale Zone um den seit dem Bergkarabachkonflikt verlassenen Ort Günnüt im Nordwesten Nachitschewans vor. Die Kontrolle dieser hoch gelegenen Region würde im Konfliktfall eine Blockade der wichtigen Verbindungsstraße von der armenischen Hauptstadt Jerewan nach Stepanakert, der Hauptstadt der armenisch besetzten Region Bergkarabach, durch Artilleriebeschuss ermöglichen.
Am 21. Dezember 2022 trat Talibov von seinem Amt zurück. Es wird davon ausgegangen, dass dem eine ausdrückliche Aufforderung seitens Alijew vorangegangen sei.

## Führung Nachitschewans ab November 1990
Vorsitzende der Ali Məclisi (Oberhäupter) 
- November 1990 – April 1991: Djalil Afijaddin Djalilow (1. August 1946 – 29. September 1994)
- April 1991 – August 1991: Akper Fattach Alijew (* 26. April 1950), zugleich Erster Sekretär des Oblastkomitees der KP Aserbaidschans
- 5. September 1991 – 23. Juni 1993: Heydər Əliyev (10. Mai 1923 – 12. Dezember 2003)
- 3. Juli 1993 – 4. April 1994: kommissarisch Vasif Talibov (* 14. Januar 1960)
- 4. April 1994 – 16. Dezember 1995: Namiq Həsənov
- 16. Dezember 1995 – 21. Dezember 2022: Vasif Talibov[10][9]

Premiers 
- 1991–1993: Bedschan Farzalijew
- 1993–2000: Schamsuddin Gusseynguli Chanbabajew (* 1939)
- 2000–0000: Əlövsət Baxşıyev (* 22. Juni 1956)[11]